# Solco precentrale
Il solco precentrale (o solco prerolandico o solco rolandico anteriore), una scissura che si evidenzia sulla superficie del cervello umano, giace parallelo e frontalmente al solco centrale. Il solco precentrale divide la circonvoluzione frontale inferiore, media e superiore dalla circonvoluzione precentrale. Nella maggior parte dei cervelli, il solco precentrale è caratteristicamente diviso in due parti: il solco precentrale inferiore e il solco precentrale superiore. Tuttavia, in alcuni individui, il solco precentrale può risultrae suddiviso anche in tre parti, oppure apparire come un unico solco continuo.
Funzionalmente il solco precentrale appartiene alla corteccia frontale. Rappresenta la linea di demarcazione tra la corteccia motoria primaria e la corteccia premotoria (o, più in generale, area BA6).

## Funzioni
Nell'uomo il campo oculare frontale (FEF - frontal eye field) si trova localizzato nel solco precentrale, in corrispondenza della zona di transizione tra le aree 6 e 8, estendendosi fino alla stessa area 8.
Studi recenti di imaging che si sono avvalsi della risonanza magnetica funzionale (fMRI) hanno messo in evidenza come il campo oculare frontale inferiore (iFEF) possa trovarsi nella parte dorsale del solco precentrale inferiore.